# Amandine Sanchez
Pour les articles homonymes, voir Sanchez.
Amandine Sanchez est une surfeuse professionnel française née le 16 février 1984 à Bayonne. Membre de l'équipe de France de surf, elle a été championne de France et 3e européenne. Nombreuses sélections en équipe de France en tant qu'athlète mais aussi coach des équipes juniors, également coach au sein du club biarrot (BASCS) .

## Biographie
Originaire de Biarritz, elle poursuit sa scolarité dans un collège de la ville puis au lycée André-Malraux de Biarritz. Elle vit sur l'île de la Réunion pour passer son diplôme de coiffure et travailler son surf. Elle devient artiste lors de ses temps de rééducation après des blessures.
Membre de l'équipe sponsorisé par Oneill, elle devient championne de France à Lacanau en 2009.
Elle devient entraîneuse des équipes junior de l'équipe de France,.

## Palmarès
- Championne de France 2009[3]
- 3e européenne 2009
- 19e mondiale wqs
- Vice championne de France 2010[6]

### 2008
Classement final :
- ASP Europe : 4e en WQS.